# Kamikaze (cacciatorpediniere)
Il Kamikaze (神風? lett. "Vento divino"), sino al 1º agosto 1928 denominato 1-Gō kuchikukan (第1駆逐艦? lett. "cacciatorpediniere Numero 1"), è stato un cacciatorpediniere della Marina imperiale giapponese, prima ed eponima unità della stessa classe. Fu varato nel settembre 1922 dal cantiere navale di Nagasaki.
Nave ammiraglia della 1ª Divisione cacciatorpediniere al principio della seconda guerra mondiale, per quasi l'intera durata del conflitto operò nelle zone settentrionali dell'Impero giapponese, ricoprendo ruoli di vigilanza, pattugliamento e scorta tra le isole Curili, Karafuto e Hokkaidō. Solo nel gennaio 1945 fu urgentemente dirottato a Singapore e, in primavera, fu a fianco degli sfortunati incrociatori pesanti Haguro e Ashigara durante le loro ultime missioni: si occupò di salvarne i superstiti. Dopo la resa del Giappone il 15 agosto 1945 fu disarmato e riutilizzato come trasporto per rimpatriare i giapponesi smobilitati. Il 6 giugno 1946, però, si arenò dinanzi Omaezaki e fu demolito poco più di un anno dopo, nell'ottobre 1947.

## Servizio operativo

### Costruzione
Il cacciatorpediniere Kamikaze fu ordinato nell'anno fiscale edito dal governo giapponese nel 1918, inizialmente indicato come "cacciatorpediniere Numero 1" (in lingua giapponese 1-Gō kuchikukan). La sua chiglia fu impostata nel cantiere navale di Nagasaki, gestito dalla Mitsubishi, il 15 dicembre 1921 e il varo avvenne il 25 settembre 1922; fu completato il 28 dicembre dello stesso anno e il 1º agosto 1928 assunse il suo nome definitivo, avendo la Marina imperiale abbandonato alla data il sistema di nomenclatura del naviglio leggero con soli numeri.

### 1941-1942
Tra il 1940 e il 1941 il Kamikaze, che era stato dispensato dal servizio in prima linea, passò al comando del capitano di corvetta Kanematsu Hashimoto e fu riassegnato alla 1ª Divisione cacciatorpediniere in qualità di nave ammiraglia, assieme agli ultimi tre esemplari della classe Minekaze (Nokaze, Namikaze, Numakaze): la somiglianza di progetto tra le due classi rendeva infatti possibile far operare insieme le navi. A bordo del Kamikaze, pertanto, si sistemò il comandante della divisione capitano di vascello Kiyoto Kagawa con il proprio stato maggiore, a sua volta rispondente agli ordini del Distretto di guardia di Ominato che aveva la responsabilità della sicurezza delle acque settentrionali nell'Impero giapponese. Il 4 dicembre 1941 il Kamikaze salpò dalla base e da allora condusse per vari mesi regolari pattugliamenti e vigilanza del traffico navale, rimanendo però escluso dalle operazioni iniziate con l'attacco di Pearl Harbor. Dopo essere passato, il 25 aprile 1942, al comando del capitano di corvetta Shōhei Matsumoto, riprese i compiti di vigilanza; poi a fine maggio si ormeggiò a Ominato dove si riunì anche la 5ª Flotta, incaricata di eseguire diversioni nelle isole Aleutine durante la battaglia delle Midway (4-6 giugno): il Kamikaze partì il 2 giugno ma non ebbe alcun ruolo di rilievo nella facile occupazione di Attu e Kiska. A fine mese rientrò alla baia di Kataoka (Shimushu) e il 19 luglio riprese il servizio di scorta e ricognizione tra le isole Curili orientali, oltreché vicino Hokkaidō. Il 23 ottobre fu richiamato a nord e dal 1º novembre, con base alla baia di Kataoka, tornò a monitorare i movimenti navali nelle Curili orientali fino al 13, quando rientrò a Ominato: fu incaricato di pattugliare lo Stretto di Tsugaru, che separa Honshū da Hokkaidō.
In un momento imprecisato del 1942 il Kamikaze incrementò la propria dotazione contraerea: il cannone poppiero numero 4 da 120 mm, l'apparato lanciasiluri più arretrato e le mitragliatrici da 7,7 mm furono sbarcati per fare spazio a sei o dieci cannoni Type 96 da 25 mm L/60, suddivisi in tre/cinque installazioni doppie.

### 1943-1944
Il 12 gennaio 1943 il Kamikaze, durante una delle brevi fermate a Ominato per rifornimento, imbarcò il nuovo comandante della divisione capitano di vascello Kiichirō Wakida. Verso la fine dell'aprile 1943 fu incaricato di una nuova missione, ovvero garantire la sicurezza dello Stretto di La Pérouse tra Hokkaidō e Karafuto. Tuttavia questo compito fu di breve durata, giacché il 12 maggio fu ridestinato a vigilare sui convogli naviganti tra le Curili settentrionali. Per oltre un mese operò in questo settore e, il 21 giugno, dopo un breve periodo di riposo a Ominato, fu di nuovo assegnato alla difesa dello Stretto di Tsugaru. Il 5 agosto salpò da Otaru, dove si era ormeggiato, e iniziò un regolare ciclo di scorta e pattugliamenti tra le isole Curili: durante tale mansione il Kamikaze cedette il ruolo di ammiraglia al cacciatorpediniere Numakaze, scelto il 20 agosto dal capitano di vascello Yasumasa Watanabe, nuovo comandante della 1ª Divisione. Il 18 ottobre, a sua volta, il Kamikaze passò agli ordini del capitano di corvetta Hitoshi Kasuga, sotto il cui comando continuò il lungo servizio di guardia nelle Curili: tra il 29 ottobre e il 1º novembre, inoltre, difese un convoglio da Otaru alla baia di Kataoka. Il 9 febbraio 1944 il Kamikaze si fermò a Hakodate e nel locale cantiere fu sottoposto a una revisione completa, nonché a riequipaggiamento. Aggiunse altri cannoni Type 96 da 25 mm (da sette a dieci) e quattro mitragliatrici pesanti Type 93 da 13,2 mm, tutte armi su supporto singolo, e incrementò a circa quaranta la scorta di bombe di profondità. In conseguenza di tali interventi il dislocamento a vuoto aumentò a 1 547 tonnellate e la velocità massima passò a 35 nodi.
L'8 marzo i lavori furono conclusi e il Kamikaze si portò subito a Ominato, quindi a partire dal 14 riprese il monotono servizio di scorta al traffico navale e di pattugliamento anti-sommergibile nelle Curili, venendo di tanto in tanto assegnato anche a missioni di trasporto truppe o materiali. Il 7 dicembre si ormeggiò a Ominato per un'approfondita revisione, necessaria dopo le logoranti mansioni.

### 1945

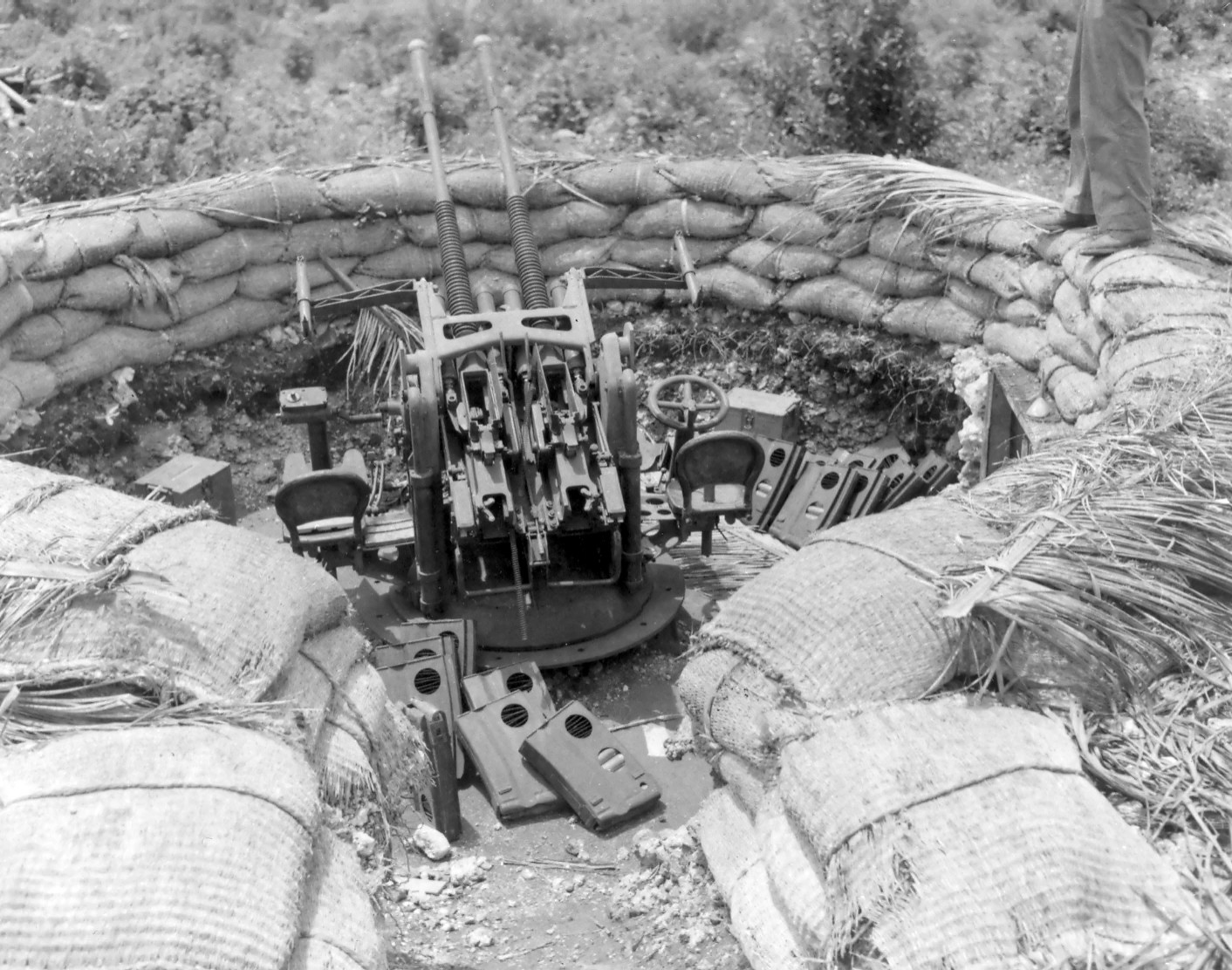
Il cannone Type 96 da 25 mm (qui su affusto terrestre): contraerea leggera standard su tutti i vascelli giapponesi, era però di modesto valore a causa del basso rateo di fuoco e della punteria obsoleta

Il 10 gennaio 1945 il raddobbo fu concluso e quello stesso giorno l'equipaggio fu informato dell'avvenuto passaggio alle dirette dipendenze della Flotta Combinata, che aveva ridestinato il cacciatorpediniere al teatro di guerra meridionale: il Kamikaze lasciò immediatamente Ominato assieme al Nokaze e il 21 le due navi giunsero a Moji, da dove salparono il 26 in difesa del convoglio HI-91 in rotta per Singapore. La traversata fu però funestata da attacchi di sommergibili, che colarono a picco un mercantile e il kaibokan Kume: il Kamikaze e il Nokaze raccolsero parte dei naufraghi e furono dirottati alla base militare di Mako. Ripartirono l'11 febbraio per rinforzare la scorta delle navi da battaglia Ise e Hyuga, in arrivo da Singapore con un prezioso carico di combustibile. Il congiungimento avvenne in mare tre giorni dopo, ma i due vecchi cacciatorpediniere non riuscirono a mantenere la costante velocità di 18 nodi e, quindi, furono inviati a Singapore il 15. Il Kamikaze e il Nokaze giunsero a destinazione e fecero base nella baia di Cam Ranh, ma il secondo fu colato a picco il 20 febbraio da un sommergibile e il Kamikaze ne trasse in salvo i trentanove sopravvissuti. Continuò dunque la navigazione e il 22 poté finalmente ormeggiarsi a Singapore, base dalla quale iniziò a intraprendere pattugliamenti e protezione del traffico navale giapponese. Il 9 maggio salpò a fianco dell'incrociatore pesante Haguro, in missione di trasporto verso le isole Andamane, ma le navi furono richiamate indietro dopo che erano state localizzate ingenti forze britanniche: l'11 rientrarono a Singapore. Tre giorni dopo fu ritentata la sortita, che si concluse nella notte tra il 15 e il 16 maggio con la distruzione dello Haguro, vittima di una flottiglia di cacciatorpediniere britannici; il Kamikaze ebbe ordine di fuggire ma nel ripiegamento fu raggiunto da qualche proietto che provocò danni leggeri, ventiquattro morti e diciassette feriti. Arrivato a Penang il mattino stesso, il giorno dopo si riportò nella zona dell'affondamento e raccolse 320 naufraghi dello Haguro, quindi fece rotta su Singapore e rimesso in efficienza. Fu dunque riassegnato come scorta ravvicinata all'incrociatore pesante Ashigara, anch'esso ridotto a trasportare uomini e materiali alle guarnigioni delle ex Indie olandesi. La missione del 4-5 giugno ebbe successo, ma durante la seconda l'incrociatore fu colato a picco dal sommergibile britannico Trenchant (8 giugno) con gravissime perdite tra la fanteria caricata a bordo; il Kamikaze si prodigò nel salvataggio e tornò il 9 a Singapore con ben 853 membri dell'equipaggio dello Ashigara e 400 soldati.
Il 12 giugno lasciò la città per scortare la petroliera Toho Maru in Indocina, ma rientrò dopo poche ore con i superstiti della nave, distrutta dall'attacco di alcuni bimotori Consolidated B-24 Liberator. Dal 18 giugno fu riassegnato a compiti di vigilanza tra Singapore e le coste meridionali dell'Indocina, che concluse con una riuscita missione di difesa a un gruppo di piccole petroliere fino a Hà Tiên: tornò il 23 luglio a Singapore. Il 12 agosto completò andata e ritorno dalle isole Anambas, dove sbarcò truppe, e tre giorni dopo fu colto a Singapore dall'annuncio della resa del Giappone. Il Kamikaze fu formalmente preso in consegna dalle autorità militari britanniche il 12 settembre e, il successivo 5 ottobre, fu cancellato dai registri navali della Marina imperiale.

### Destino finale
Il Kamikaze fu subito riadattato per partecipare alla colossale opera di rimpatrio di militari e civili giapponesi, sparpagliati in Asia orientale: fu destinato a tale compito già a poche settimane dalla conclusione della guerra, che ebbe però una formale sanzione soltanto il 1º dicembre, con la formazione del 2º ministero per la Smobilitazione che (pur con la supervisione americana) ebbe sotto di sé la responsabilità della buona riuscita dell'operazione. In questa veste operò tra Singapore, Bangkok, Saigon e i porti meridionali del Giappone. Nel frattempo le potenze vincitrici decisero il destino del cacciatorpediniere e dell'altro naviglio leggero giapponese catturato; la spartizione avvenne nel corso di quattro incontri al quartier generale dello SCAP e il Kamikaze sarebbe dovuto rientrare nel quarto insieme. Tuttavia, il 6 giugno 1946, dopo aver fatto scendere a Omaezaki un gruppo di militari, il cacciatorpediniere era stato inviato in soccorso della kaibokan Kunashiri, del pari riutilizzata come trasporto e rimasta arenata davanti alla città. Nel corso del delicato intervento lo stesso Kamikaze aveva finito per incagliarsi (34°38′N 138°08′E) e le autorità statunitensi occupanti rinunciarono a recuperarlo. Per allora gli Alleati vincitori avevano già deciso di assegnare il Kamikaze alla Repubblica nazionalista cinese.
Lo SCAP deliberò la demolizione sul posto, completata il 31 ottobre 1947.